# Prestonia trifida
Prestonia trifida är en oleanderväxtart som först beskrevs av Eduard Friedrich Poeppig, och fick sitt nu gällande namn av R. E. Woodson. Prestonia trifida ingår i släktet Prestonia och familjen oleanderväxter. Inga underarter finns listade i Catalogue of Life.